# والچان چانف
والچان چانف (بلغاری: Вълчан Чанев؛ زادهٔ ۱۵ ژوئیهٔ ۱۹۹۲) بازیکن فوتبال اهل بلغارستان است.